# Warionia
Warionia je monotipski rod glavočika, smješten u vlastiti tribus Warioniinae. Jedini predstavnik je W. saharae, ljekovita biljka iz Maroka i Alžira.
Koristi se u tradicioinalnoj medicini, a među ostalim i za liječenje hipertenzije.